# ハリマオ (映画)
『ハリマオ』は、1989年制作の日本映画。太平洋戦争中のマレー半島で活躍した“マレーの虎・ハリマオ”こと、谷豊を描いた。
キャッチコピーは「右の耳ならおかまだが、左の耳なら勇者の印。――見損なうな！俺がハリマオだ！」。耳の左右は谷が付けていたピアスの位置を表す。

## ストーリー
1931年、中国大陸で満州事変が勃発した頃のイギリス領マラヤ。イギリス人、マレー人、華僑、インド系が基盤を築くマラヤの世界とは別に、昭和初期から入植した日本人たちは自分たちのコロニーを築いており、その一つであるクアラトレンガヌ市には小さな理髪店を営んでいた谷家の姿もあった。谷家の長男、豊はマレーで育ち自然の流れでイスラム教の儀礼を受けるが、やがて日本人のアイデンティティーを持ちながらマレー人として生きる矛盾への疑問が芽生え、父の愛人である富子への思慕も日に日に大きくなっていった。
徴兵年齢になった豊は祖国へ渡るが、軍国主義の社会では外の空気を吸ったよそ者は冷遇の対象でしかなかった。徴兵検査に落ち傷心の豊がマレーに戻ったその頃、日本の中国侵略に抗議する華僑たちは排日運動を起こし、富子の娘で豊の異母妹の千鶴子が暴徒と化した不良華僑に殺されるが、イギリス警察は犯人の華僑を野放しにする。豊は日本からもマレーからも受け入れられない惨めさを噛みしめると、親友のアリアリら仲間と共に盗賊に身を落とし、暗い社会のお尋ね者になる道を選ぶ。富豪の華僑とイギリス人から金品を奪い、タイとマレーを飛び回る神出鬼没ぶりは“ハリマオ”（harimau：虎）と呼ばれる。
陽気な強盗団として鉄道を脱線させ馬群で離脱する豊と視線を交えた男がいた。それは資源獲得のために南方進駐を目論む日本軍の諜報参謀、城ヶ崎少佐が変装した姿だった。ある日、アリアリがタイ警察に捕まり、豊が出頭してアリアリの代わりに自分を逮捕するよう要求すると、城ヶ崎はタイ政府を動かしアリアリを釈放させ、豊に日本軍への協力を要請。拒絶する豊に城ヶ崎は、日本軍はアジアの恒久平和を目的とする聖戦のために戦うのであり、その結果としてマレーでの日本人の苦労が認められる。正義のために英雄となって両親を喜ばせてやれと説得する。戦う目的を無くしてしまった青年の心に入ってきた城ヶ崎は豊の籠絡に成功。民族衣装を纏い、二丁拳銃を腰に差して、特務機関員の腕章を着けた豊の姿は失った何かを引き寄せようとする真面目さと滑稽さが漂う。やがて太平洋戦争が勃発し、地下活動に従事して目覚ましい活躍を見せる豊に母から活躍を褒め讃える手紙が届いたが、それは城ヶ崎の偽造したものだった。豊は日本軍の通過する予定だった橋を、撤退するイギリス軍の爆破から救うが、その際に銃撃を受け足を負傷する。
やがて日本軍はシンガポールを占領し、豊もシンガポールに入る。だが最早ハリマオ＝豊が不要となった城ヶ崎は、豊にマラリアの注射を受けて病死するよう求めた。そうすれば「英雄」として葬ってやると。拒否する豊だったが、ある日街中で銃声が響いているのを聞く。城ヶ崎によると、戦いを好む日本軍の輩が華僑を次々銃殺しているという。城ヶ崎に市街に連れていってもらい、事態を自らの目で確かめようとする豊。すると軍人に引き立てられていく富子と再会する。彼女の姿に驚く豊だが、その罪状は日本人の振りをしていた華僑のスパイというものであった。銃殺される彼女をなすすべもなく見ている豊。人間の国籍により平気で命や幸福を奪っていく国家の論理が、一面では平和を語っている。騙されていた事に気づいた豊だが、反抗すれば彼も日本軍に殺されてしまう。最早、一人の匪賊、一人のゲリラが生きる天地はなく、豊は城ヶ崎の勧めを受け入れ、マラリアの注射を受けて数日後に死亡したのだった。豊の墓は日本人墓地でなく、仲間の手でマレー人としておくられた。棺を担ぐ仲間の中にいた豊の盟友アリアリは遠くにいた城ヶ崎と視線を交えるが互いに無言で去っていった。数奇な運命を辿った青年の夢も野心も全て「報国」の神話に糊塗されていく。
時代は過ぎて1960年代、商社の東南アジア支社。現地のバイヤーとの商談に臨む若い社員と電話で話している中年の男がいた。敗戦で民間人になった城ヶ崎であった。国家として資源のない国は再びこの地に経済大国として足を入れている。若い社員の「クアラトレンガヌ」という何気ない言葉に城ヶ崎は記憶を呼び覚まされ青年に尋ねる。「ハリマオって知っているか」と。部下からの返事よりも先に城ヶ崎の耳には南国の大地を満たす確かな鼓動が響き渡っていた。

## キャスト
- 谷豊/ハリマオ：陣内孝則
- 堀内富子：竹下景子
- 城ヶ崎少佐：山﨑努
- 谷玉吉：川谷拓三
- アリアリ：ジェームズ・パックス
- 谷ウラ：大谷直子
- 笠井大佐：鈴木瑞穂
- 山下奉文：サンダー杉山
- 堀内千鶴子：安間千紘
- 野村医師：穂積隆信
- 松浦大佐：室田日出男
- 陸軍少佐：柄本明
- 主人：荒井注
- ：ロバート・デニー
- ：アーニー・ガルシア
- ：ロニー・ラザロ
- ：エディー・ガーラン
- ：アーニー・セラテ

## スタッフ
- 監督：和田勉
- 原作・脚本：井沢満
- 撮影：小野進
- 編集：菊池純一
- 美術：菊川芳江
- 音楽：YAS-KAZ
- 製作総指揮：倉田正昭
- プロデューサー：中沢敏明、渡辺ケン
- 録音：辻井一郎
- 照明：小中健二郎
- 助監督：米山紳
- スチール：金田正